# Escalier monumental de la gare de Marseille-Saint-Charles
L'escalier monumental de la gare de Marseille-Saint-Charles qui donne accès directement au boulevard d'Athènes, est inauguré par le président de la République Gaston Doumergue le 24 avril 1927.

## Historique
La gare Saint-Charles, inaugurée en 1848, n'a alors pas d'accès direct au boulevard d'Athènes. L'accès est bloqué par les bâtiments du Petit Séminaire, ce qui oblige à faire un grand détour. Il faut attendre 1925 pour qu'un escalier permette cette communication. Pourtant, dès 1859, Adolphe Meyer souligne une telle nécessité : « Un gigantesque escalier, coupé de repos, bordé de belles lignes architecturales, eût conduit avec magnificence aux terrains supérieurs, au plateau de l’embarcadère. ».
En 1911, la municipalité lance un concours pour la réalisation d’un tel escalier qui par ses décorations devait former un décor monumental terminant la perspective du boulevard d'Athènes. Le jugement du concours se fait le 3 juillet 1911 et le candidat retenu est l’architecte Eugène Sénès assisté de Léon Arnal. Le projet est retardé par diverses questions techniques et financières mais surtout par le déclenchement de la Première Guerre mondiale. En 1919, le projet est repris pour que les travaux soient terminés pour la seconde exposition coloniale, en 1922.
Les bâtiments du Petit Séminaire qui séparent la gare du boulevard d'Athènes et qui sont achetés par l'État en 1903 pour y installer le collège Belsunce transféré ensuite dans celui du collège Saint Ignace, sont inoccupés. Les travaux de démolition commencent le 5 décembre 1921. Au pied de la colline, à l'extrémité du boulevard d'Athènes, se trouve le monument de la Vierge dorée élevé en l'honneur de l'Immaculée Conception et inauguré le 8 décembre 1857. Ce monument est transféré fin 1922 à son emplacement actuel au carrefour formé par le boulevard Voltaire, la rue Pierre-Semard et le boulevard de la Liberté.
La première pierre de l'escalier est posée par le maire Siméon Flaissières le 17 juillet 1923. Une première inauguration a lieu le 22 décembre 1925 pour l'ouverture de l'escalier au public, mais les travaux de sculpture ne sont pas terminés. Après l'achèvement définitif des travaux de décoration, une seconde inauguration en grande pompe a lieu le 24 avril 1927 en présence du président de la République Gaston Doumergue, aux côtés du sénateur-maire Siméon Flaissières, du ministre des travaux publics André Tardieu et du préfet Delfini. Au cours de cette même journée est également inauguré le Monument aux morts d'Orient. Le lendemain est inauguré le tunnel du Rove.
En décembre 2022, l'escalier monumental d'accès à la gare Saint-Charles avec ses jardins en totalité est inscrit au titre des monuments historique par arrêté du 14 décembre 2022.

## Description
Cet escalier de 15,5 m de haut avec 104 marches est entrecoupé de sept paliers plus ou moins vastes. En descendant l'escalier à partir de l'esplanade de la gare Saint-Charles on trouve successivement plusieurs groupes sculptés.

### Les groupes d'Ary Bitter
Au niveau du quai sont placées de chaque côté de l’escalier, deux groupes représentant chacun un enfant accompagnant un lion, œuvres du sculpteur animalier Ary Bitter, intitulés Le Soleil et la Mer pour celui de gauche, et Le Monde et l’Énergie pour celui de droite.

Les groupes d'Ary Bitter
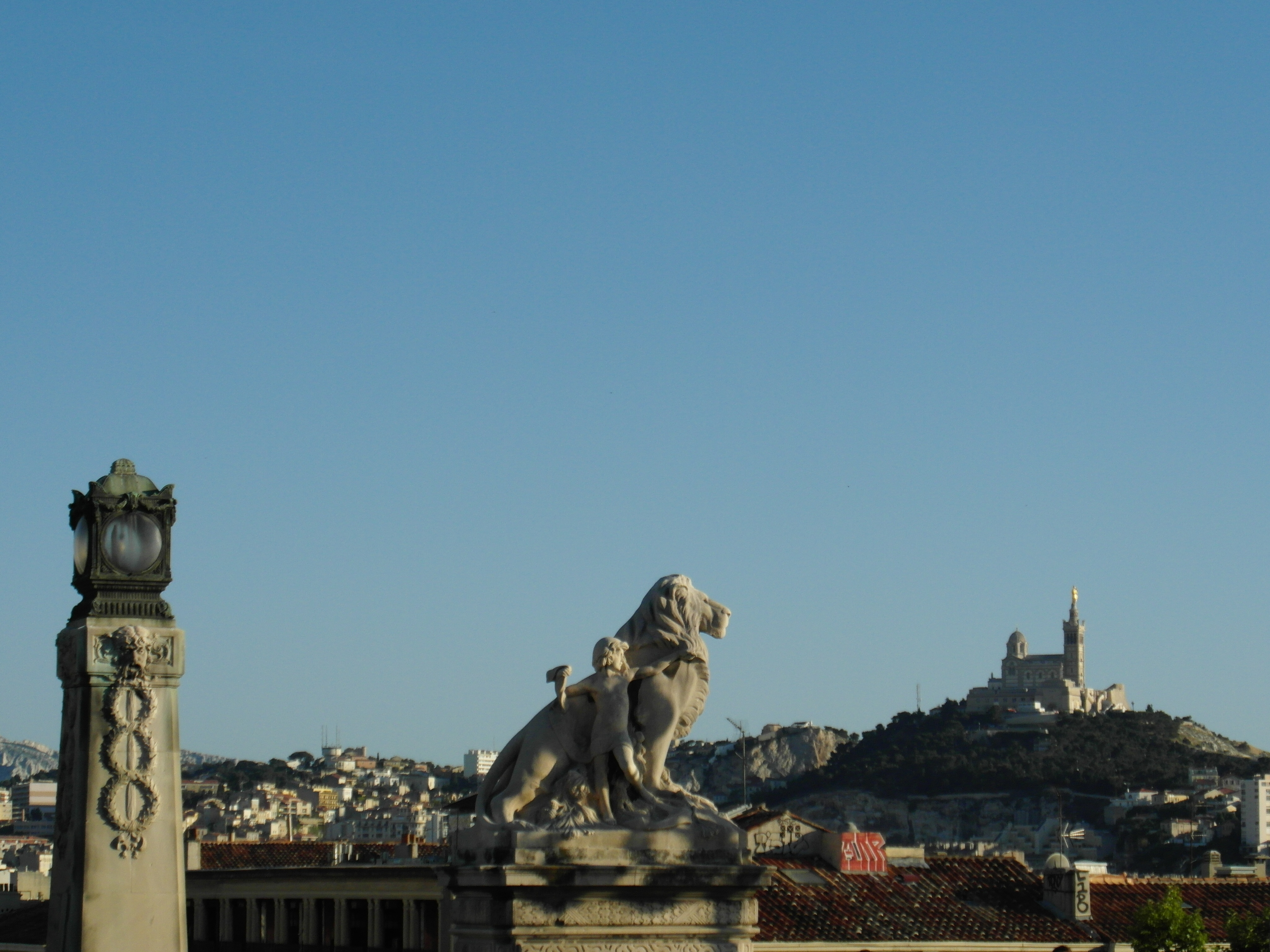
Le Soleil et la Mer
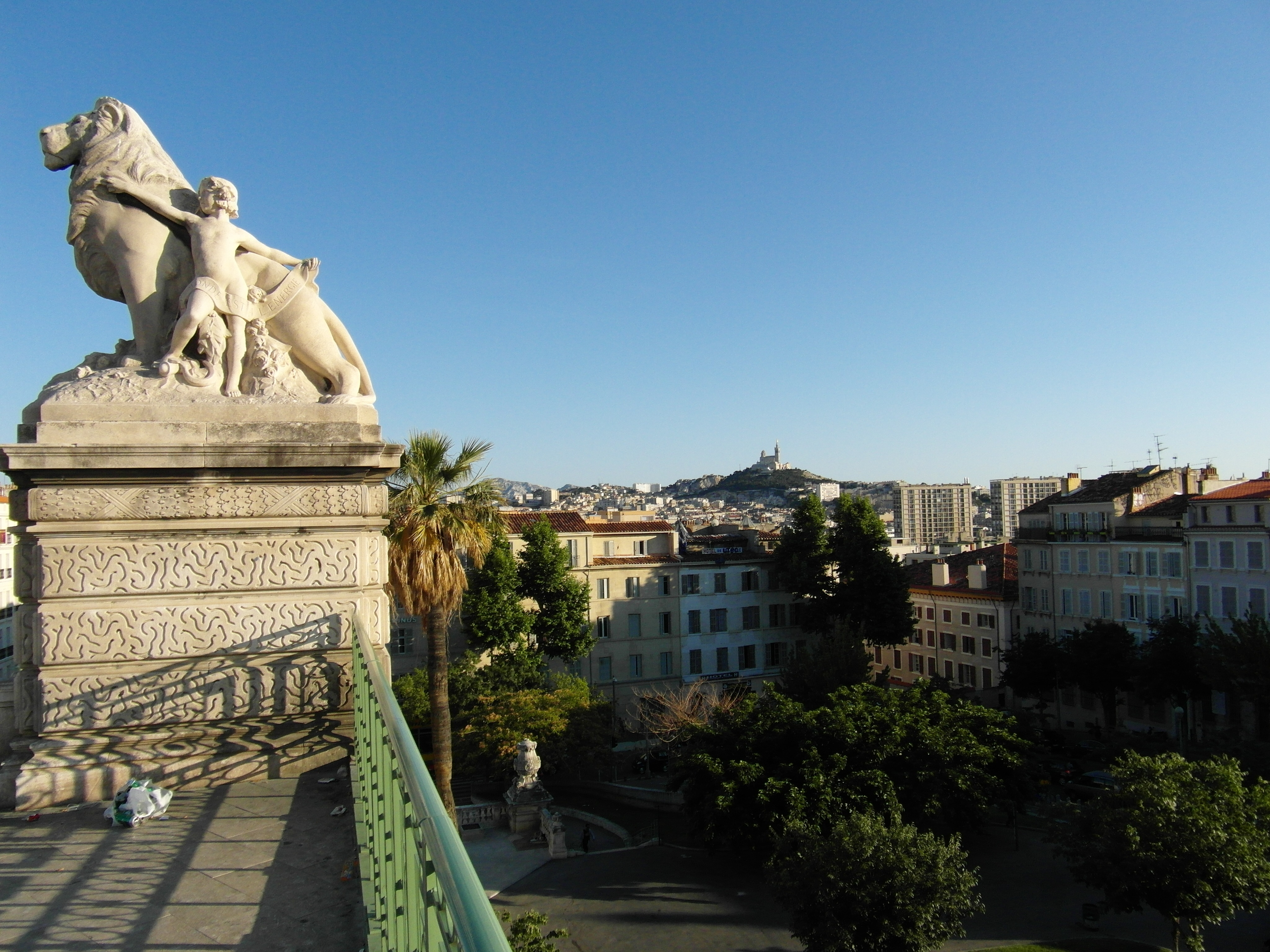
Le Monde et l’Énergie

### Les pylônes, groupes d'Auguste Carli

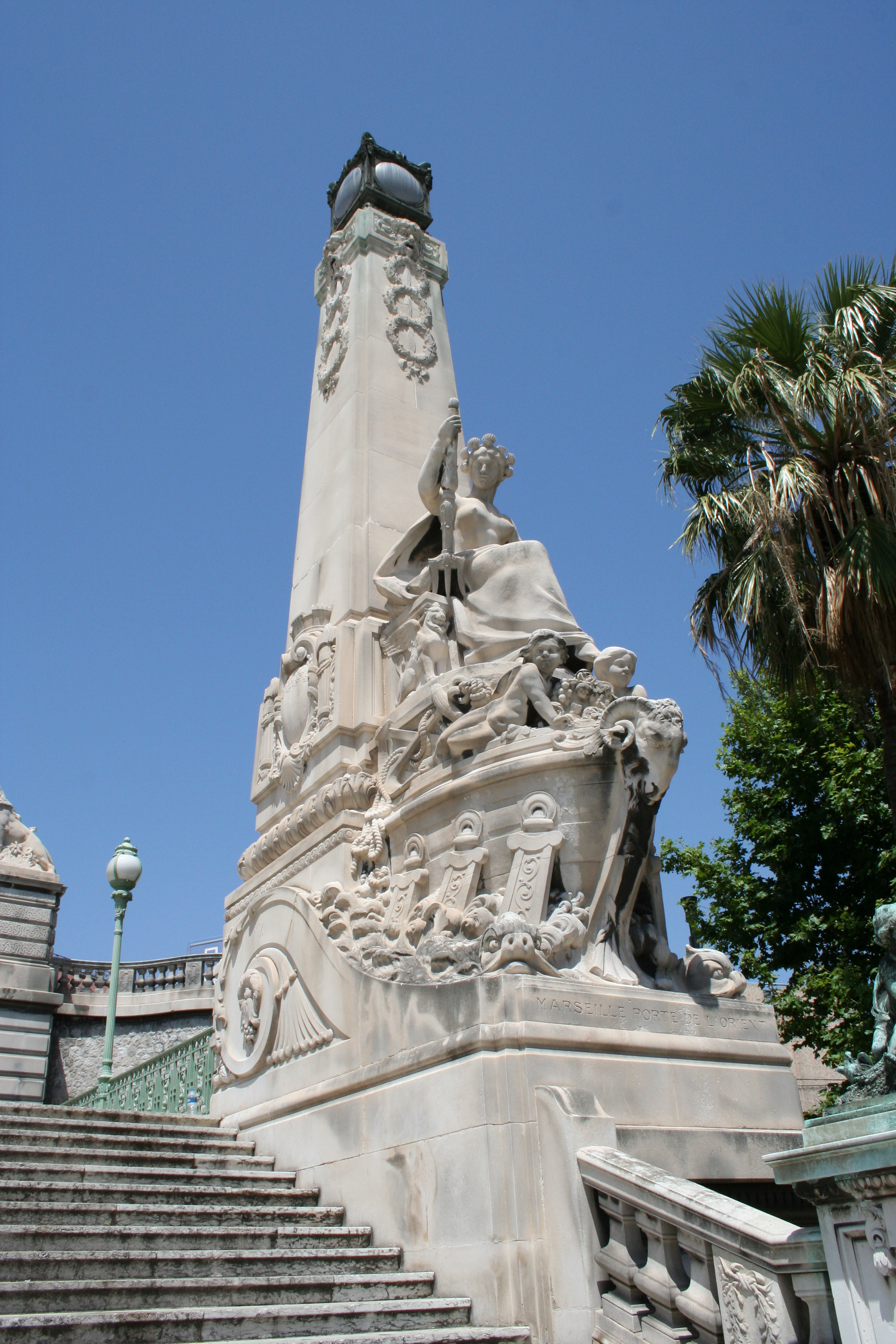
Auguste Carli, Marseille porte de l'Orient, escalier de la gare de Marseille-Saint-Charles.

Après trois petits paliers, on arrive sur un grand palier intermédiaire encadré par deux pylônes. La partie sud de ces piliers a été sculptée par Auguste Carli et représente une allégorie féminine reposant sur un socle. Celui-ci, identique pour chacun des piliers, représente la proue d’un navire d’où émergent trois rames de chaque côté de l’étrave ornée d’une tête de bélier. Deux dauphins émergent de l’eau au bord du navire.
À gauche, l’allégorie féminine de La Porte de l’Orient est vêtue d’une longue toge, jambes croisées, assise sur un siège dont les montants sont décorés de griffons. Le bras droit tient un trident. À droite, l’allégorie de Marseille colonie grecque est vêtue d’une chlamyde. Elle est assise sur un siège antique et tient dans sa main droite une statue de la déesse Diane.
Sur chacune des autres faces des pylônes, les armoiries d’une ville ont été sculptées par Henri Martin. On trouve sur le pilier gauche les armoiries de Nice (est), Marseille (nord) et Aix-en-Provence (ouest), et sur le pilier droit celles de Lyon (est), Marseille (nord) et Paris (ouest). Au sommet de chaque pylône se trouve une lanterne.

### Les groupes d'Henri Raybaud
Au niveau des trois derniers paliers se trouvent sur les rambardes six petits groupes en bronze sculptés par Henri Raybaud et fondus par François Rudier, représentant les produits de la région Provence. On trouve successivement sur la rambarde gauche : La Moisson, Les Fruits et La Pêche, et sur celle de droite : Les Vendanges, Les Fleurs et La Chasse.

Les groupes d'Henri Raybaud
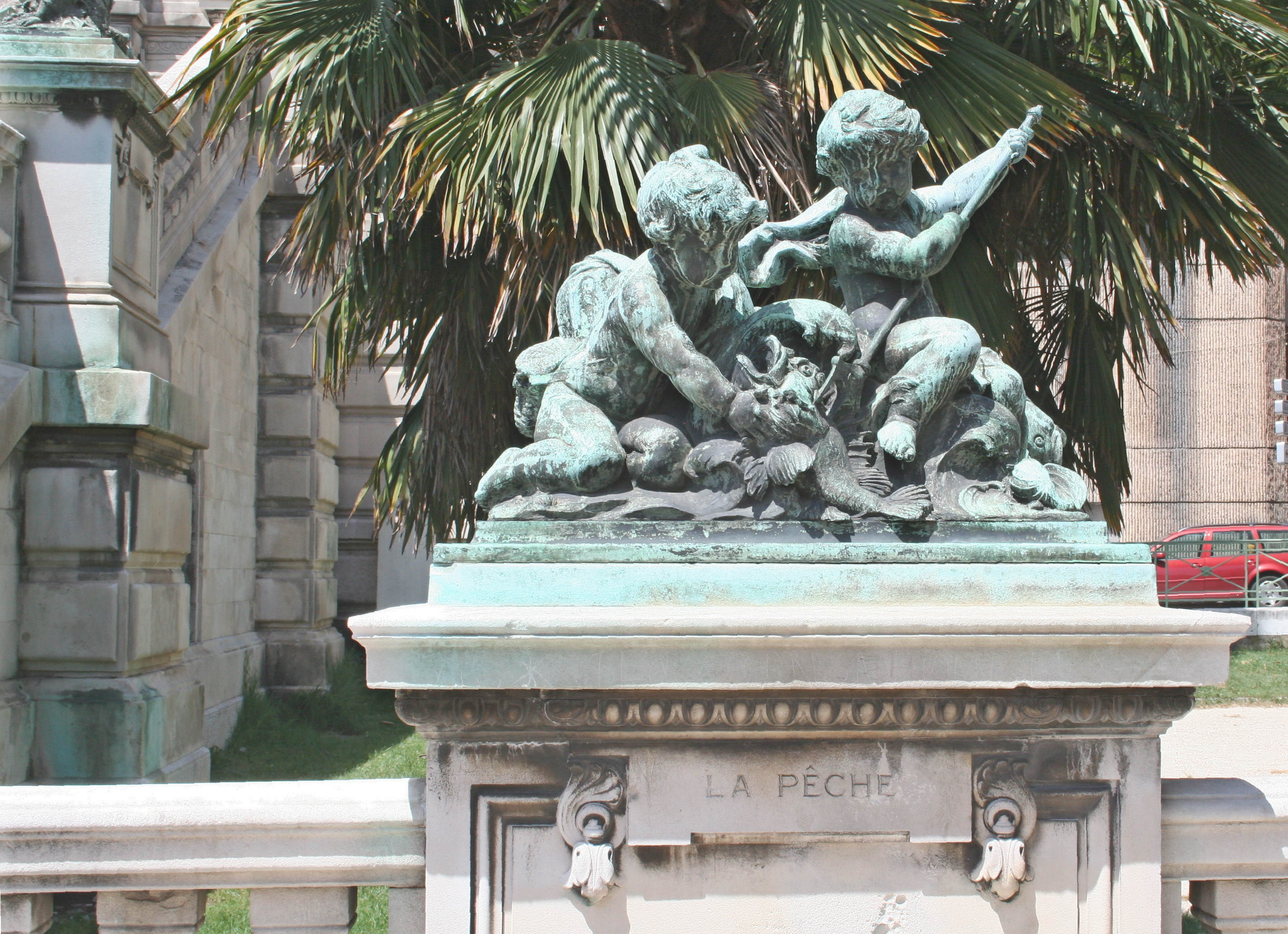
La Pêche
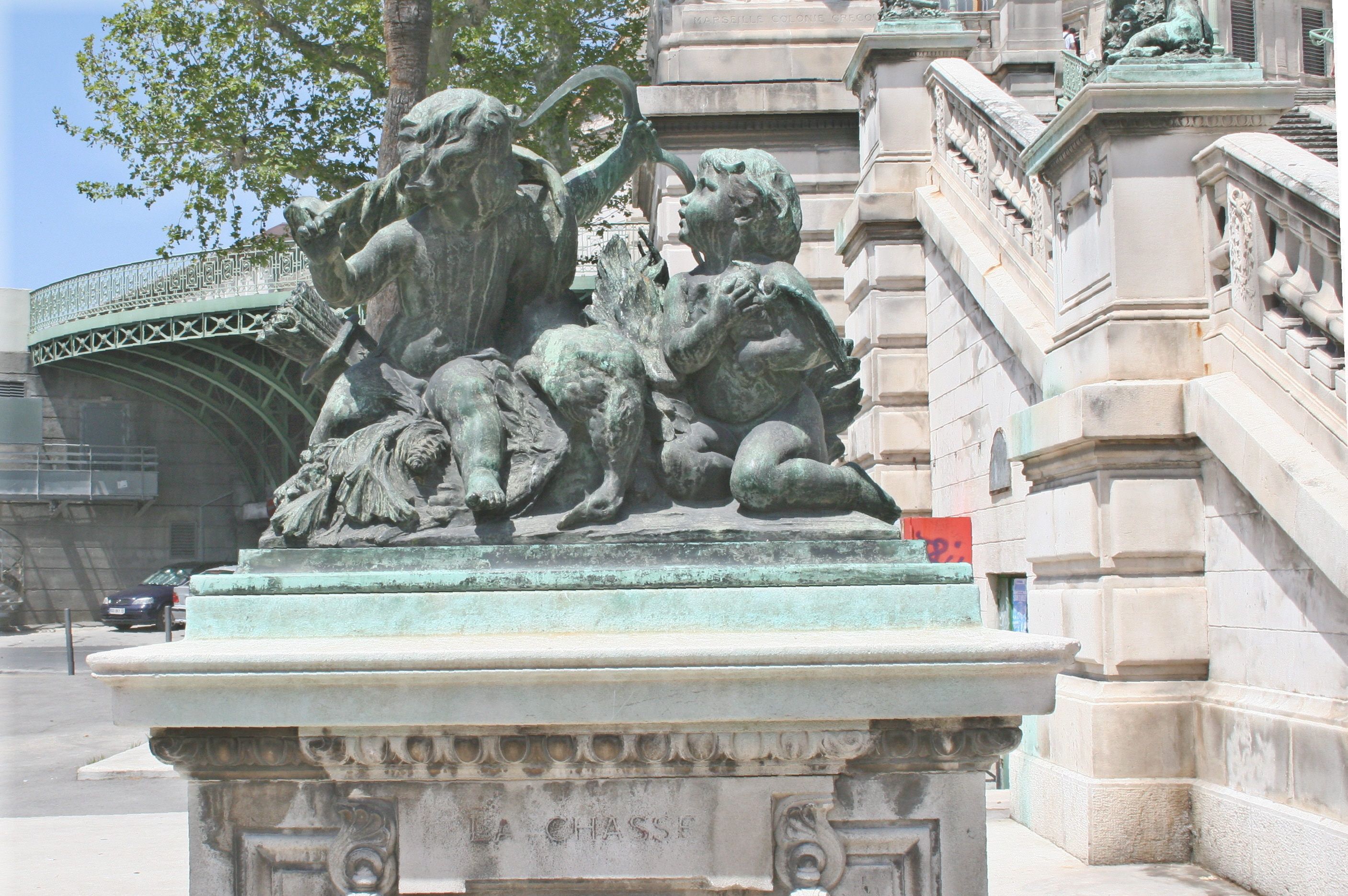
La Chasse
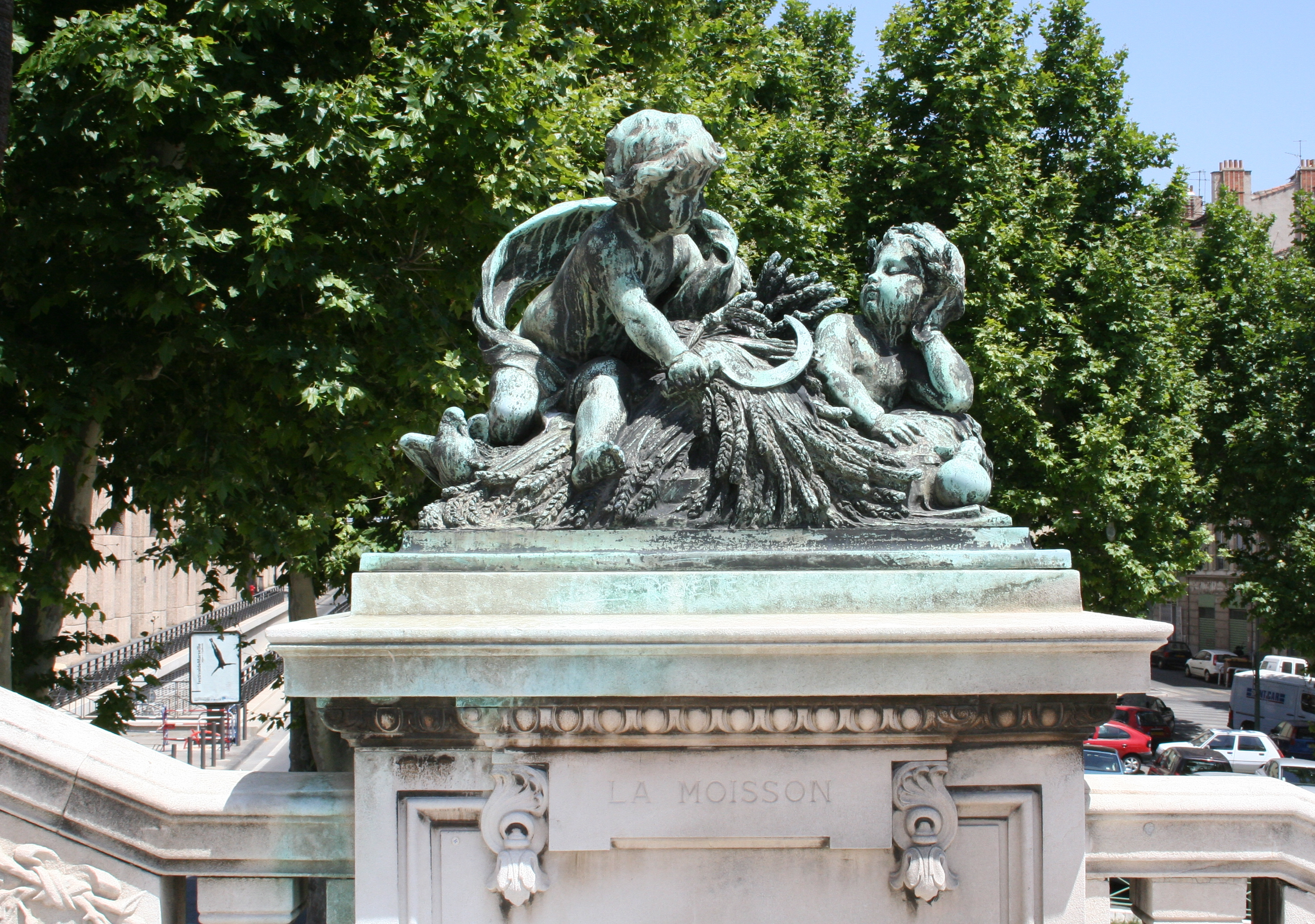
La Moisson
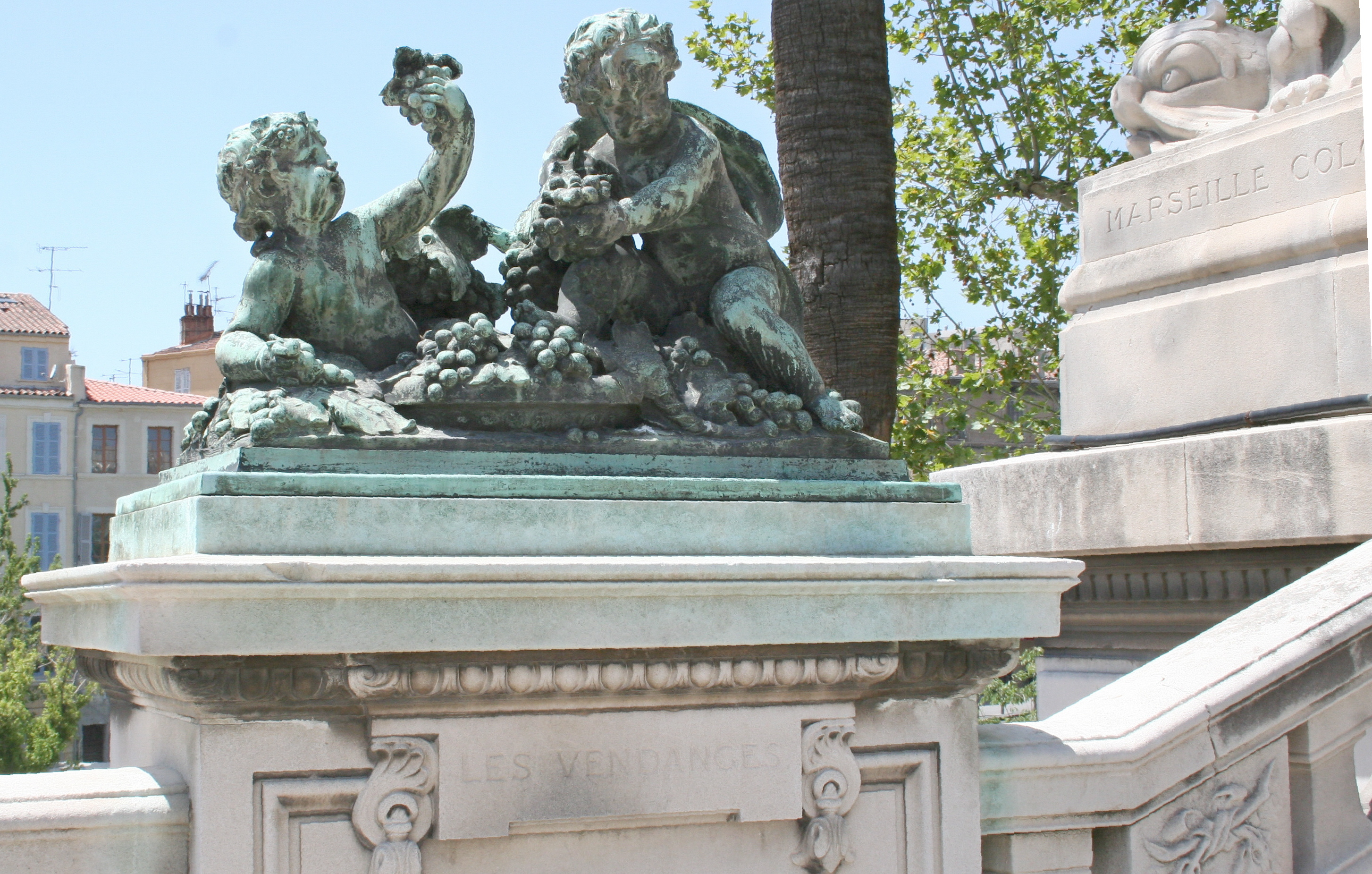
Les Vendanges

### Les groupes de Louis Botinelly
De part et d’autre du dernier palier se trouvent deux groupes en pierre de Louis Botinelly qui se font face et représentent Les Colonies d’Afrique pour celui placé à l’ouest et Les Colonies d’Asie pour celui situé à l’est. Les colonies sont représentées sous les traits de deux femmes qui se font face, allongées sur une banquette, deux enfants accompagnant chacune d’elles.
- Les Colonies d’Asie : les traits de la femme rappellent ceux d’une princesse Khmer, avec à ses pieds une fillette coiffée d’un chignon et un jeune garçon. À sa gauche se trouve un lion qui rappelle également l’art khmer. Cette représentation s'inscrit dans la lignée de l’exposition coloniale de 1922, tenue au parc Chanot à Marseille, où se trouvait un pavillon de l’Indochine et où s’étaient produites des danseuses cambodgiennes.

- Les Colonies d’Afrique : la femme adossée à une banquette avec un crâne de buffle avec des cornes en spirales, est représentée avec une coiffure tressée. À sa droite se trouve une guenon avec son petit. À ses pieds deux enfants présentent l’un un masque africain, l’autre une défense d’éléphant.